# José Royo y Gómez
José Royo y Gómez (Castelló de la Plana, 14 mai 1895 - Caracas, 30 décembre 1961) est un géologue et paléontologue espagnol qui, exilé à la suite de la guerre d'Espagne, mena une grande partie de son activité professionnelle comme professeur d'université en Colombie et au Venezuela, où quelques institutions portent son nom.

## Travaux
José Royo y Gómez fut le premier dinosaurologue d'importance en Espagne, investiguant entre 1918 et 1927 divers sites paléontologiques du Mésozoïque de la moitié orientale de la péninsule ibérique, en particulier dans le système ibérique.